# Hamburg Masters 2005 - Qualificazioni singolare
Le qualificazioni del singolare  dell'Hamburg Masters 2005 sono state un torneo di tennis preliminare per accedere alla fase finale della manifestazione. I vincitori dell'ultimo turno sono entrati di diritto nel tabellone principale. In caso di ritiro di uno o più giocatori aventi diritto a questi sono subentrati i lucky loser, ossia i giocatori che hanno perso nell'ultimo turno ma che avevano una classifica più alta rispetto agli altri partecipanti che avevano comunque perso nel turno finale.
Le qualificazioni del torneoHamburg Masters  2005 prevedevano 32 partecipanti di cui 8 sono entrati nel tabellone principale.

## Teste di serie
1. Juan Carlos Ferrero (Qualificato)
2. Mariano Puerta (Qualificato)
3. Richard Gasquet (Qualificato)
4. Kevin Kim (primo turno)
5. Christophe Rochus (Qualificato)
6. Paul-Henri Mathieu (ultimo turno)
7. Juan Mónaco (ultimo turno)
8. Santiago Ventura (Qualificato)

1. Nicolás Almagro (primo turno)
2. Guillermo García López (ultimo turno)
3. Davide Sanguinetti (ultimo turno)
4. Andreas Seppi (primo turno)
5. Álex Calatrava (ultimo turno)
6. Assente
7. Óscar Hernández (ultimo turno)
8. Tomas Behrend (ultimo turno)

## Qualificati
1. Juan Carlos Ferrero
2. Mariano Puerta
3. Richard Gasquet
4. Andreas Seppi

1. Christophe Rochus
2. Nicolás Almagro
3. David Sánchez
4. Santiago Ventura

## Tabellone

### Legenda
| - Q = Qualificato - WC = Wild card - LL = Lucky loser | - ALT = Alternate - SE = Special Exempt - PR = Protected Ranking | - w/o = Walkover - r = Ritirato - d = Squalificato |

### Sezione 1
|  | Primo turno | Primo turno         | Primo turno         | Primo turno | Primo turno |  |  | Ultimo turno | Ultimo turno        | Ultimo turno        | Ultimo turno | Ultimo turno |  |
|  |             |                     |                     |             |             |  |  |              |                     |                     |              |              |  |
|  | 1           | Juan Carlos Ferrero | Juan Carlos Ferrero | 7           | 6           |  |  |              |                     |                     |              |              |  |
|  |             | Gilles Simon        | Gilles Simon        | 611         | 3           |  |  | 1            | Juan Carlos Ferrero | Juan Carlos Ferrero | 6            | 6            |  |
|  | 15          | Óscar Hernández     | 6                   | 2           | 7           |  |  | 15           | Óscar Hernández     | Óscar Hernández     | 0            | 1            |  |
|  |             | Frank Wintermantel  | 2                   | 6           | 5           |  |  |              |                     |                     |              |              |  |

### Sezione 2
|  | Primo turno | Primo turno       | Primo turno    | Primo turno | Primo turno |  |  | Ultimo turno | Ultimo turno   | Ultimo turno   | Ultimo turno | Ultimo turno |  |
|  |             |                   |                |             |             |  |  |              |                |                |              |              |  |
|  | 2           | Mariano Puerta    | Mariano Puerta | 6           | 6           |  |  |              |                |                |              |              |  |
|  |             | Ivo Heuberger     | Ivo Heuberger  | 2           | 2           |  |  | 2            | Mariano Puerta | Mariano Puerta | 7            | 6            |  |
|  | 16          | Tomas Behrend     | 5              | 6           | 6           |  |  | 16           | Tomas Behrend  | Tomas Behrend  | 5            | 4            |  |
|  |             | Jean-René Lisnard | 7              | 3           | 2           |  |  |              |                |                |              |              |  |

### Sezione 3
|  | Primo turno | Primo turno        | Primo turno        | Primo turno | Primo turno |  |  | Ultimo turno | Ultimo turno       | Ultimo turno       | Ultimo turno | Ultimo turno |  |
|  |             |                    |                    |             |             |  |  |              |                    |                    |              |              |  |
|  | 3           | Richard Gasquet    | Richard Gasquet    | 6           | 6           |  |  |              |                    |                    |              |              |  |
|  |             | Tobias Summerer    | Tobias Summerer    | 1           | 2           |  |  | 3            | Richard Gasquet    | Richard Gasquet    | 6            | 6            |  |
|  | 11          | Davide Sanguinetti | Davide Sanguinetti | 6           | 7           |  |  | 11           | Davide Sanguinetti | Davide Sanguinetti | 1            | 2            |  |
|  |             | Stan Wawrinka      | Stan Wawrinka      | 2           | 5           |  |  |              |                    |                    |              |              |  |

### Sezione 4
|  | Primo turno | Primo turno     | Primo turno     | Primo turno | Primo turno |  |  | Ultimo turno    | Ultimo turno    | Ultimo turno    | Ultimo turno | Ultimo turno |  |
|  |             |                 |                 |             |             |  |  |                 |                 |                 |              |              |  |
|  |             | Thierry Ascione | Thierry Ascione | 7           | 6           |  |  |                 |                 |                 |              |              |  |
|  | 4           | Kevin Kim       | Kevin Kim       | 6(1)        | 2           |  |  | Thierry Ascione | Thierry Ascione | Thierry Ascione | 5            | 4            |  |
|  |             | Andreas Seppi   | Andreas Seppi   | 7           | 6           |  |  | Andreas Seppi   | Andreas Seppi   | Andreas Seppi   | 7            | 6            |  |
|  | 12          | Félix Mantilla  | Félix Mantilla  | 5           | 1           |  |  |                 |                 |                 |              |              |  |

### Sezione 5
|  | Primo turno | Primo turno         | Primo turno         | Primo turno | Primo turno |  |  | Ultimo turno | Ultimo turno      | Ultimo turno | Ultimo turno | Ultimo turno |  |
|  |             |                     |                     |             |             |  |  |              |                   |              |              |              |  |
|  | 5           | Christophe Rochus   | Christophe Rochus   | 7           | 6           |  |  |              |                   |              |              |              |  |
|  |             | Sebastian Rieschick | Sebastian Rieschick | 5           | 4           |  |  | 5            | Christophe Rochus | 6            | 4            | 6            |  |
|  | 13          | Álex Calatrava      | Álex Calatrava      | 7           | 7           |  |  | 13           | Álex Calatrava    | 3            | 6            | 0            |  |
|  |             | Grégory Carraz      | Grégory Carraz      | 68          | 5           |  |  |              |                   |              |              |              |  |

### Sezione 6
|  | Primo turno | Primo turno        | Primo turno        | Primo turno | Primo turno |  |  | Ultimo turno | Ultimo turno       | Ultimo turno       | Ultimo turno | Ultimo turno |  |
|  |             |                    |                    |             |             |  |  |              |                    |                    |              |              |  |
|  | 6           | Paul-Henri Mathieu | Paul-Henri Mathieu | 6           | 6           |  |  |              |                    |                    |              |              |  |
|  |             | Alexander Popp     | Alexander Popp     | 2           | 0           |  |  | 6            | Paul-Henri Mathieu | Paul-Henri Mathieu | 2            | 2            |  |
|  |             | Nicolás Almagro    | 3                  | 7           | 6           |  |  |              | Nicolás Almagro    | Nicolás Almagro    | 6            | 6            |  |
|  | 9           | Robby Ginepri      | 6                  | 63          | 2           |  |  |              |                    |                    |              |              |  |

### Sezione 7
|  | Primo turno   | Primo turno      | Primo turno      | Primo turno | Primo turno |  |  | Ultimo turno | Ultimo turno  | Ultimo turno  | Ultimo turno | Ultimo turno |  |
|  |               |                  |                  |             |             |  |  |              |               |               |              |              |  |
|  | 7             | Juan Mónaco      | Juan Mónaco      | 6           | 7           |  |  |              |               |               |              |              |  |
|  |               | Nicolás Lapentti | Nicolás Lapentti | 4           | 5           |  |  | 7            | Juan Mónaco   | Juan Mónaco   | 65           | 0            |  |
|  | David Sánchez | David Sánchez    | 3                | 6           | 6           |  |  |              | David Sánchez | David Sánchez | 7            | 6            |  |
|  | Takao Suzuki  | Takao Suzuki     | 6                | 2           | 3           |  |  |              |               |               |              |              |  |

### Sezione 8
|  | Primo turno | Primo turno            | Primo turno            | Primo turno | Primo turno |  |  | Ultimo turno | Ultimo turno           | Ultimo turno | Ultimo turno | Ultimo turno |  |
|  |             |                        |                        |             |             |  |  |              |                        |              |              |              |  |
|  | 8           | Santiago Ventura       | 6                      | 4           | 7           |  |  |              |                        |              |              |              |  |
|  |             | Miša Zverev            | 2                      | 6           | 5           |  |  | 8            | Santiago Ventura       | 4            | 6            | 7            |  |
|  | 10          | Guillermo García López | Guillermo García López | 7           | 6           |  |  | 10           | Guillermo García López | 6            | 2            | 5            |  |
|  |             | Björn Phau             | Björn Phau             | 6           | 4           |  |  |              |                        |              |              |              |  |